# 桂龙岩古生动物化石遗址
桂龙岩古生动物化石遗址，位于中国广东省韶关市曲江区罗坑镇，为韶关市曲江区文物保护单位，类型为古遗址，公布时间为1993年6月21日。
桂龙岩古生动物化石遗址的历史年代为旧石器时代。